# 埃米勞島

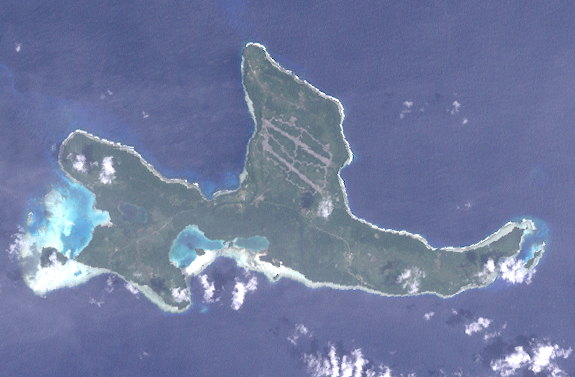
埃米勞島衛星圖

埃米勞島是巴布亞新畿內亞新愛爾蘭省的島嶼，位於太平洋海域，屬於聖穆紹群島的一部分，長13公里、寬3.2公里，面積50平方公里，最高點海拔高度78.37米，人口約700。